# Talkin' Bear Mountain Picnic Massacre Blues
«Talkin' Bear Mountain Picnic Massacre Blues» es una canción del cantautor estadounidense Bob Dylan. Fue escrita por Dylan en junio de 1961 y grabada el 25 de abril de 1962 en Studio A de Columbia Recording Studios, Nueva York, producida por John H. Hammond. La canción fue lanzada en The Bootleg Series Volumes 1-3 (Rare & Unreleased) 1961-1991 en 1991.

## Antecedentes y grabación
En 1961, Dylan inspiró a menudo sus canciones en artículos de periódicos que había leído, y «Talkin 'Bear Mountain Picnic Massacre Blues» fue escrito después de que Noel Stookey le dio un recorte de noticias. Stookey, quien era un cómico de stand up y maestro de ceremonias que trabajaba en The Gaslight Cafe en Nueva York donde actuó Dylan, y más tarde se convirtió en miembro de Peter, Paul and Mary, quedó impresionado por la reelaboración de Dylan de una canción popular sobre un cazador de pieles en una canción humorística sobre un club nocturno, según una entrevista para el libro de Howard Sounes Down the Highway: The Life of Bob Dylan, y dijo sobre la canción reelaborada: «Este tipo lleva años de historia popular y la evolución de la forma de balada estadounidense, y la usa para reflejar algo contemporáneo. Me quedé pasmado». Stookey le dio a Dylan un recorte del New York Herald Tribune del 19 de junio de 1961, pensando que podría proporcionar material para una canción. La noticia relataba cómo un club social de Harlem había alquilado un bote, el Hudson Belle, para un viaje de pícnic del Día del Padre al Parque Estatal Bear Mountain, pero después de que se vendieron numerosos boletos falsificados y el bote llegó tarde, más de veinte personas resultaron heridas en una pelea. Stookey dice que le dijo a Dylan que «hay un verdadero humor sobre el estado de la codicia humana aquí».
Se dice que Dylan completó la canción al día siguiente, 20 de junio de 1961, y le dijo a Izzy Young que escribió la canción «de la noche a la mañana». La canción fue interpretada regularmente por Dylan en clubes de Nueva York y fue bien recibida. Heylin dice que estas actuaciones le permitieron a Dylan mostrar su «ingenio cáustico en su estado crudo», y que fue la «canción principal que lo llamó la atención» (junto con «Song to Woody») en los meses previos a su reunión con John H. Hammond, quien lo firmó con Columbia Records en 1961. Paul Williams, en el primer volumen de Bob Dylan, Performing Artist, también identifica esas dos canciones como de las primeras que ganaron la atención de Dylan como compositor.
Las grabaciones del álbum debut de Dylan, Bob Dylan, producido por Hammond, se hicieron en noviembre de 1961. Hammond presentó a Dylan a los editores Leeds Music, y en enero de 1962, Dylan grabó cinco canciones en las oficinas de la compañía, incluida «Talkin' Bear Mountain Picnic Massacre Blues», para que pudieran ser protegidas por derechos de autor y publicadas. Bob Dylan fue lanzado el 19 de marzo de 1962.
Se grabaron tres tomas de la canción el 25 de abril de 1962, durante las sesiones de grabación de The Freewheelin' Bob Dylan, pero ninguna aparece en el álbum. Según Clinton Heylin, Hammond le había pedido a Dylan que grabara un inserto, pero Dylan estaba «furioso» por esto. La tercera toma fue lanzada en 1991 en The Bootleg Series Volumes 1-3 (Rare & Unreleased) 1961-1991, y la versión de Leeds Music fue lanzada en 2010 en The Bootleg Series Vol. 9: The Witmark Demos: 1962-1964. Una versión en vivo del 10 de mayo de 1963 se publicó en In Concert - Brandeis University 1963 en 2011.
La canción es un blues hablado, una forma popularizada por Chris Bouchillon y utilizada por Woody Guthrie. Trager dice que la canción «no sólo satiriza la avaricia, sino que pinta un retrato estruendoso de la debacle». Trager también señala que combina la sensibilidad de una canción popular con contenido contemporáneo. Andy Greene califica la canción como una de las más divertidas de Dylan.

## Personal
El personal de las grabaciones del 25 de abril de 1962 en Studio A, Columbia Recording Studios, Nueva York, se enumera a continuación.
Músico
- Bob Dylan - voz, guitarra rítmica, armónica.

Técnico
- John H. Hammond - producción.
- George Knuerr, Pete Daurier - ingenieros de audio.

## Lanzamientos oficiales
- The Bootleg Series Volumes 1-3 (Rare & Unreleased) 1961-1991 (publicado en 1991)[1]
- The Bootleg Series Vol. 9: The Witmark Demos: 1962-1964 (publicado en 2010)[10]
- In Concert - Brandeis University 1963 (grabación en vivo del 10 de mayo de 1963 (publicado en 2011)[11]